# Associazione Calcio Legnano 2006-2007
Questa pagina raccoglie le informazioni riguardanti l'Associazione Calcio Legnano nelle competizioni ufficiali della stagione 2006-2007.

## Stagione

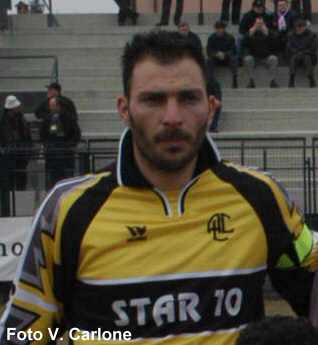
Enrico Maria Malatesta, al Legnano dal 2002 al 2007

La dirigenza lilla, anche per questa stagione 2006-2007, ha come obiettivo dichiarato la promozione in Serie C1. Come prima mossa, viene ingaggiato un nuovo allenatore, si punta su Gianfranco Motta. Sul fronte del calciomercato, arrivano al Legnano i difensori Manuel Cilona, Cristian Maggioni, Elia Legati e Stefano Avogadri, i centrocampisti Matteo Ambrosoni e Giovanni Arioli e gli attaccanti Loic Lumbilla Kandja e Fabio Moscelli. Il Legnano disputa il girone A del campionato di Serie C2, con 61 punti ottiene il primo posto in classifica, così si guadagna direttamente la promozione in Serie C1. La seconda promossa è il Lecco, che vince i Play-off. A causa dell'iniziale partenza a rilento, la società lilla decide di correre ai ripari acquistando, a gennaio, il centrocampista Fabian Valtolina e l'attaccante Carlo Taldo che risulteranno decisivi. Invece nella Coppa Italia Serie C, il Legnano giunge primo nel girone B, poi supera il Sassuolo nel secondo turno ad eliminazione e viene escluso dal torneo dal Bassano Virtus nel terzo turno. Nella Supercoppa di Lega di Seconda Divisione i Lilla sono secondi dietro il Sorrento, che si aggiudica il trofeo, tra le squadre che hanno vinto i tre gironi della categoria C2, terzo piazzato il Foligno.

## Divise e sponsor
| Casa |

## Organigramma societario
Area direttiva
- Presidente: Giovanni Simone

Area tecnica
- Allenatore: Gianfranco Motta

## Rosa
| N. |                      | Ruolo | Calciatore       |
| -- | -------------------- | ----- | ---------------- |
|    | Italia (bandiera)    | C     | Matteo Ambrosoni |
|    | Italia (bandiera)    | C     | Giovanni Arioli  |
|    | Italia (bandiera)    | D     | Stefano Avogadri |
|    | Italia (bandiera)    | D     | Andrea Avolio    |
|    | Italia (bandiera)    | D     | Matteo Bertoli   |
|    | Italia (bandiera)    | A     | Dario Bettini    |
|    | Italia (bandiera)    | C     | Alessandro Bosio |
|    | Italia (bandiera)    | D     | Luca Bretti      |
|    | Italia (bandiera)    | D     | Manuel Cilona    |
|    | Argentina (bandiera) | C     | Patricio D'Amico |
|    | Italia (bandiera)    | A     | Antony Farina    |
|    | Italia (bandiera)    | C     | Carmine Giordano |

| N. |                    | Ruolo | Calciatore             |
| -- | ------------------ | ----- | ---------------------- |
|    | Francia (bandiera) | C     | Pedro Kamata           |
|    | Francia (bandiera) | A     | Loic Lumbilla Kandja   |
|    | Italia (bandiera)  | P     | Andrea La Macchia      |
|    | Italia (bandiera)  | D     | Elia Legati            |
|    | Italia (bandiera)  | D     | Cristian Maggioni      |
|    | Italia (bandiera)  | P     | Enrico Maria Malatesta |
|    | Italia (bandiera)  | D     | Lorenzo Marietti       |
|    | Italia (bandiera)  | A     | Fabio Moscelli         |
|    | Italia (bandiera)  | D     | Giuseppe Petitto       |
|    | Italia (bandiera)  | A     | Carlo Taldo            |
|    | Italia (bandiera)  | C     | Fabian Valtolina       |
|    | Italia (bandiera)  | D     | Denis Zanardo          |

## Risultati

### Serie C2 (girone A)

#### Girone d'andata
| Arbitro: | Tidona (Torino) |

|                |           |            |
| La Cagnina 58’ | Marcatori | 60’ Kamata |

| Arbitro: | Cuscito (Firenze) |

|                        |           |  |
| Kamata 54’ Bettini 80’ | Marcatori |  |

| Arbitro: | Massa (Imperia) |

|  |           |                      |
|  | Marcatori | 79’ (rig.) Ambrosoni |

| Arbitro: | Barbiero (Vicenza) |

|                       |           |  |
| Bettini 11’ Bosio 45’ | Marcatori |  |

| Arbitro: | Zanardo (Conegliano) |

|              |           |             |
| Barbieri 75’ | Marcatori | 52’ Bettini |

| Arbitro: | Doveri (Aprilia) |

|            |           |             |
| Cilona 54’ | Marcatori | 9’ Fabbrini |

| Arbitro: | Tommasi (Bassano del Grappa) |

|              |           |               |
| Moscelli 55’ | Marcatori | 35’ Benvenuto |

| Arbitro: | Baracani (Firenze) |

|               |           |  |
| Pinamonte 51’ | Marcatori |  |

| Arbitro: | Bagalini (Fermo) |

|               |           |  |
| Bettini 90+2’ | Marcatori |  |

| Arbitro: | Zonno (Bari) |

|  |           |           |
|  | Marcatori | 5’ Arioli |

| Arbitro: | Tozzi (Lido di Ostia) |

|                   |           |              |
| Moscelli 28’, 54’ | Marcatori | 51’ Andreini |

| Arbitro: | Ruini (Reggio Emilia) |

|                 |           |  |
| Troianiello 16’ | Marcatori |  |

| Arbitro: | Tramontina (Udine) |

|                          |           |  |
| Cunico 45+3’ (rig.), 80’ | Marcatori |  |

| Arbitro: | Colasanti (Grosseto) |

|                        |           |  |
| Bettini 4’, 77’ (rig.) | Marcatori |  |

| Arbitro: | Tasso (La Spezia) |

|                |           |              |
| Bortolotto 80’ | Marcatori | 54’ Giordano |

| Arbitro: | Donati (Ravenna) |

|  |           |              |
|  | Marcatori | 33’ Ferrario |

| Arbitro: | Liotta (Caltanissetta) |

|                                       |           |  |
| Zubin 14’ Lorenzini 49’, 90+1’ (rig.) | Marcatori |  |

#### Girone di ritorno
| Arbitro: | G. Stefanini (Livorno) |

|              |           |  |
| Moscelli 30’ | Marcatori |  |

| Arbitro: | Taverna (Taurianova) |

|                       |           |              |
| Berrettoni 67’ (rig.) | Marcatori | 39’ Moscelli |

| Arbitro: | D'Agostino (Empoli) |

|           |           |                                |
| Taldo 35’ | Marcatori | 53’, 58’ Baresi 90+2’ Sardelli |

| Arbitro: | Spadaccini (Vasto) |

|  |           |            |
|  | Marcatori | 27’ Kamata |

| Arbitro: | Prato (Lecce) |

|                                 |           |  |
| Moscelli 36’ Bettini 82’ (rig.) | Marcatori |  |

| Arbitro: | Bellè (Reggio Calabria) |

|  |           |              |
|  | Marcatori | 42’ Moscelli |

| Arbitro: | Candussio (Cervignano del Friuli) |

|                |           |  |
| Bachlechner 3’ | Marcatori |  |

| Arbitro: | Borracci (San Benedetto del Tronto) |

|                                            |           |             |
| Arioli 24’ Bettini 67’ (rig.) Moscelli 85’ | Marcatori | 59’ Scaglia |

| Arbitro: | Ferraioli (Nocera Inferiore) |

|  |           |                          |
|  | Marcatori | 11’ Maggioni 79’ Bertoli |

| Legnano 25 marzo 2007 27ª giornata | Legnano               | 0 – 0 | Pergocrema | Stadio Giovanni Mari\| Arbitro: \| Ruini (Reggio Emilia) \| |
| Arbitro:                           | Ruini (Reggio Emilia) |       |            |                                                             |

| Arbitro: | La Mura (Nocera Inferiore) |

|                |           |                                 |
| A. Colombo 36’ | Marcatori | 9’ (rig.) Ambrosoni 77’ Bettini |

| Legnano 7 aprile 2007 29ª giornata | Legnano          | 0 – 0 | Nuorese | Stadio Giovanni Mari\| Arbitro: \| Pinzani (Empoli) \| |
| Arbitro:                           | Pinzani (Empoli) |       |         |                                                        |

| Arbitro: | Stallone (Foggia) |

|             |           |  |
| Bettini 15’ | Marcatori |  |

| Sassari 22 aprile 2007 31ª giornata | Torres            | 0 – 0 | Legnano | Stadio Vanni Sanna\| Arbitro: \| Forconi (Aprilia) \| |
| Arbitro:                            | Forconi (Aprilia) |       |         |                                                       |

| Arbitro: | Spadaccini (Vasto) |

|           |           |  |
| Taldo 86’ | Marcatori |  |

| Arbitro: | Baratta (Salerno) |

|  |           |               |
|  | Marcatori | 70’ Ambrosoni |

| Arbitro: | La Rocca (Ercolano) |

|              |           |           |
| Arioli 90+1’ | Marcatori | 9’ Preite |

### Coppa Italia Serie C

#### Girone A
| Arbitro: | Barbiero (Vicenza) |

|           |           |  |
| Bosio 52’ | Marcatori |  |

| Arbitro: | Peruzzo (Schio) |

|  |           |                               |
|  | Marcatori | 46’ (rig.) Bettini 65’ Arioli |

| Arbitro: | Santonocito (Abbiategrasso) |

|                                                           |           |  |
| Moscelli 36’ (rig.) Giordano 64’ Lumbilla 71’ Bettini 86’ | Marcatori |  |

| Arbitro: | Vivenzi (Brescia) |

|             |           |              |
| Bettini 75’ | Marcatori | 42’ Lunardon |

| Arbitro: | Donati (Ravenna) |

|                    |           |                         |
| Monetta 41’ (rig.) | Marcatori | 11’ Moscelli 61’ Cilona |

#### Secondo Turno
| Legnano 25 ottobre 2006 Andata | Legnano     | 0 – 0 | Sassuolo | Stadio Giovanni Mari\| Arbitro: \| Bo (Genova) \| |
| Arbitro:                       | Bo (Genova) |       |          |                                                   |

| Arbitro: | Buonocore (Nichelino) |

|             |           |              |
| Masucci 12’ | Marcatori | 56’ Moscelli |

#### Terzo Turno
| Arbitro: | Marrocco (Pisa) |

|                      |           |                               |
| Scarpa 54’ Pirri 79’ | Marcatori | 6’ (aut.) Pavesi 82’ Giordano |

| Arbitro: | Grazioli (Legnano) |

|  |           |                      |
|  | Marcatori | 70’ (rig.) Mazzoleni |

### Supercoppa di Lega di Seconda Divisione
| Arbitro: | Giancola (Vasto) |

|                   |           |  |
| Legati 77’ (rig.) | Marcatori |  |

| 23 maggio 2007 Finale - 2ª giornata |  | – Turno di riposo per il Legnano |  |  |

| Arbitro: | Pecorelli (Arezzo) |

|              |           |  |
| G. Russo 58’ | Marcatori |  |

## Statistiche

### Statistiche di squadra
| Competizione                            | Punti | Totale | Totale | Totale | Totale | Totale | Totale | DR  |
| Competizione                            | Punti | G      | V      | N      | P      | Gf     | Gs     | DR  |
| --------------------------------------- | ----- | ------ | ------ | ------ | ------ | ------ | ------ | --- |
| Serie C2                                | 61    | 34     | 17     | 10     | 7      | 34     | 22     | +12 |
| Coppa Italia Serie C                    | 13    | 5      | 4      | 1      | 0      | 10     | 2      | +8  |
| Supercoppa di Lega di Seconda Divisione | 3     | 2      | 1      | 0      | 1      | 1      | 1      | 0   |

### Statistiche dei giocatori
| Giocatore          | Serie C2 | Serie C2 |
| Giocatore          | Presenze | Reti     |
| ------------------ | -------- | -------- |
| M. Ambrosoni       | 32       | 3        |
| G. Arioli          | 31       | 3        |
| S. Avogadri        | 9        | 0        |
| A. Avolio          | 3        | 0        |
| M. Bertoli         | 31       | 1        |
| D. Bettini         | 31       | 10       |
| A. Bosio           | 19       | 1        |
| L. Bretti          | 8        | 0        |
| M. Cilona          | 8        | 1        |
| P. D'Amico         | 27       | 0        |
| A. Farina          | 3        | 0        |
| C. Giordano        | 21       | 1        |
| P. Kamatà          | 30       | 3        |
| A. La Macchia      | 4        | 0        |
| E. Legati          | 29       | 0        |
| L. Lumbilla Kandja | 7        | 0        |
| C. Maggioni        | 27       | 1        |
| E.M. Malatesta     | 30       | 0        |
| L. Marietti        | 19       | 0        |
| F. Moscelli        | 29       | 8        |
| G. Petitto         | 16       | 0        |
| C. Taldo           | 18       | 2        |
| F. Valtolina       | 13       | 0        |
| D. Zanardo         | 17       | 0        |